# Lino Fregosi
Lino Fregosi (Genova, 25 febbraio 1916 – Genova, 2 febbraio 1977) è stato un calciatore italiano, di ruolo portiere.
Era noto come Fregosi I per distinguerlo dai fratelli gemelli minori Angelo detto Fregosi II e Giuseppe detto Fregosi III, che giocarono nel Genova 1893 II nella stagione 1940-1941.

## Carriera

### Club
Tra il 1933 e il 1936 gioca nel Genova 1893 II, con cui ottiene il secondo posto nel girone unico della Liguria nella Prima Divisione 1935-1936.
Dal 1936 entra a far parte della prima squadra del Genova 1893, con cui esordisce l'8 novembre 1936 nel pareggio esterno per 2-2 contro la Juventus.
Nella sua prima stagione in rossoblu vince la Coppa Italia 1936-1937, pur non giocando la finale.
Con il Grifone, in campionato ottiene due quarti posti nelle stagioni 1937-1938 e 1938-1939. Durante la sua militanza nel Genova Fregosi non trovò mai continuità di impiego a causa della presenza in rosa dapprima di Manlio Bacigalupo e poi di Carlo Ceresoli.
Nel 1940 passa al Novara, club con il quale retrocederà in cadetteria al termine della Serie A 1940-1941. Tra i cadetti, la stagione seguente otterrà l'ottavo posto.
Nel 1942 si trasferisce in terza serie, al Cuneo, piazzandosi al terzo posto del Girone E della Serie C 1942-1943.
Partecipa al Campionato Alta Italia 1944 tra le file dell'Alessandria, piazzandosi al nono e penultimo posto del campionato di zona ligure-piemontese.
Nei primi mesi del 1945 torna a Genova ove gioca nella rappresentativa calcistica della Marina Nazionale Repubblicana, impegnata nella Coppa Città di Genova, competizione che aveva sostituito a causa della guerra il normale svolgimento del campionato nazionale: con la sua squadra ottenne il terzo posto finale.
Terminata la guerra rimane in Liguria per giocare nel Rapallo Ruentes, con cui vince il Girone B della Prima Divisione 1945-1946 ottenendo la promozione in Serie C.
Nella prima stagione in Serie C ottiene con i bianconeri il terzo posto del Girone A. L'ultima stagione di Fregosi tra i rapallini si conclude con la retrocessione nella neonata Promozione.
Dopo un'esperienza con le genovesi Sant'Agostino e U.I.T.E., passa all'Asti, con cui si piazza al ventunesimo posto del Girone A della Serie C 1949-1950, retrocedendo in Promozione.

### Nazionale
Venne convocato nella nazionale maggiore italiana per l'amichevole disputata il 20 luglio 1939 a Helsinki contro i padroni di casa della Finlandia: per l'incontro Fregosi però non venne impiegato.

## Palmarès
- Coppa Italia: 1

Genova 1893: 1936-1937
- Prima Divisione: 1

Rapallo Ruentes: 1945-1946